# Долењи Лази
Долењи Лази (словен. Dolenji Lazi) су насељено место у општини Рибница, регија Југоисточна Словенија, Словенија.

## Историја
До територијалне реорганизације у Словенији били су у саставу старе општине Рибница.

## Становништво
У попису становништва из 2011. године, Долењи Лази су имали 288 становника.
| Број становника према пописима | Број становника према пописима | Број становника према пописима |
| ------------------------------ | ------------------------------ | ------------------------------ |
| 1991                           | 2002                           | 2011                           |
| 252                            | 246                            | 288                            |

Напомена: Године 1985. смањен за део насеља који је проглашен за ново самостално насеље Грич.